# 淵上魔基
淵上 魔基（ふちがみ まき、1964年7月13日 - ）は、兵庫県出身の元プロ野球選手（投手、右投右打）。

## 経歴

### プロ入り前
中学時代は主に二塁手として活躍し、尼崎市の大会で優勝した。武庫工業高校では途中までは野球部だが、脚を痛めて陸上部に転部し、やり投の選手になる。それでも、「どうしても野球が好きだから」という理由で1982年に阪急の入団テストを受け合格。同年ドラフト外で練習生として入団した。

### 阪急時代
1年目の1983年、2年目の1984年は一、二軍ともに出場なし。3年目の1985年は選手に昇格したがこの年も出場はなく同年限りで現役引退。打撃投手に転向した。

## 人物
前述の通り高校では陸上部に所属しており、やり投では兵庫県3位入賞を記録している。1983年と1984年にチームメイトだった松畑佳明は高校時代同じくやり投の選手だった。

## 詳細情報

### 年度別投手成績
一軍公式戦出場なし

### 背番号
- 63（1983 - 1986年）
- 89（1987年）